# ノーデンス
ノーデンスは、創作神話群であるクトゥルフ神話などに登場する神。既存の神をモデルにしているが、別個のキャラクターと化している。
クトゥルフ神話的には「旧神」（Elder Gods）の一柱とされることが多い。

## ラヴクラフトのノーデンス
ハワード・フィリップス・ラヴクラフトの幾つかの作品に登場する神格である。「大いなる深淵の主」（Lord of the Great Abyss）とも、「大帝」とも呼ばれる。
初登場作品は、『霧の高みの不思議な家』（執筆1926年、発表1931年）。マサチューセッツ州の港町キングスポートには、「大いなる深淵」という異界につながる館があり、ノーデンスが訪れる。ノーデンスは白髪と灰色の髭をもつ老人の姿をしており、イルカの引く巨大な貝殻チャリオットに騎乗する、海の神のような性格を持つ。
『未知なるカダスを夢に求めて』（執筆1926-1927年、没後発表1943年）では、ドリームランドの地下に広がる暗黒世界「大いなる深淵」を治めている。ドリームランドでは神族の秘密を探ることはタブーとされており、禁忌を冒そうとする不埒者を、ノーデンスは夜鬼を使役して妨害する。それさえなければ、人間族に対しては比較的好意的な神である。ノーデンスとナイアーラトテップはライバル関係にあり、両者は異なる思惑を以て神族を保護している。この作品はラヴクラフトの楽しみとして書かれたとされ、他の作品とは異なり「救世主」的な役回りでノーデンスが登場している。
『霧の高みの不思議な家』にて、ノーデンスは「エルダー・ワン（古きもの）」と関係ある存在とされている。この「エルダー・ワン」という曖昧な語が何を指すのかはわからないが、後年、オーガスト・ダーレスが『潜伏するもの』にて「エルダー・ワン」などを旧神を表現する言葉として用いる。

## 神ノドンス
ローマ領イングランドで信仰された癒しの神ノドンスがモデル。
アーサー・マッケンは『パンの大神』の中でケルト神話の神「ノーデンス」に言及しているが、ラヴクラフトはこれから着想を得てノーデンスを産みだしたと考えられている。もっともラヴクラフト作品のノーデンスの性質はマッケンのパンの大神とは大きく異なっている。
また、ケルトの別の神であるヌアザをノドンス（ノーデンス）と同一視する説がある。

## ノーデンスの分類
こんにちでは、ノーデンスは旧神にカテゴリされることが多い。だが、かつてはそうではなかった。
旧神を創造したのはオーガスト・ダーレスである。彼はラヴクラフトの影響を受けてクトゥルフ神話を自分なりにアレンジし、独自に「旧神」を創造したが、当初は旧神に具体的な名前を持たせなかった。そこにファンであったフランシス・レイニーが、1943年の『クトゥルー神話小辞典』という設定をまとめた資料において、ノーデンスを唯一名前のわかっている旧神とした。本設定をダーレスが輸入し、『破風の窓』という作品でノーデンスを旧神とする。
リン・カーターはレイニー説を全肯定せずに、1956年の『クトゥルー神話の神神』にてノーデンスを地球本来の神々とした。しかし後に自説を変えて、ノーデンスとクタニドを旧神に位置付けている。
TRPG『クトゥルフの呼び声』の初期バージョンでは、ノーデンスは外なる神に分類されていた。この頃のTRPGでは、そもそも旧神設定自体が採用されていなかった。後にTRPGでも旧神とされた。また『コールオブクトゥルフd20』にて、先述のノーデンス＝ヌアザ説が取り入れられている。
かつては名前のわかっている旧神はノーデンスだけとされていた時代もあったが、旧神の設定が充実したことで、状況は変わっている。

## ノーデンスの敵
ノーデンスのライバルとして筆頭に挙げられるのはナイアーラトテップである。旧神ノーデンスvs邪神（旧支配者・外なる神）ナイアーラトテップという構図である。だが執筆年という事情があるため、ラヴクラフトの『未知なるカダスを夢に求めて』が執筆された時点では、旧神vs旧支配者の構図にはなり得ない。当該作品において、ナイアーラトテップは蕃神であり、またノーデンスのカテゴリがはっきりしない。レイニーとダーレスが、ナイアーラトテップを旧支配者に、ノーデンスを旧神にカテゴリしたことで、遡って、旧神ノーデンスvs旧支配者ナイアーラトテップという構図が成立している。
ヨグ＝ソトースをノーデンスのライバルとしているのは、ダニエル・ハームズの『エンサイクロペディア・クトゥルフ』である。ノーデンスvs邪神（外なる神・旧支配者）ヨグ＝ソトースという構図となっている。ハームズは旧神カテゴリに懐疑的で、ノーデンスを旧神と断言しておらず、他にも混沌とした設定群が整理されていない。

## 主な登場作品
- アーサー・マッケン：パンの大神
- ハワード・フィリップス・ラヴクラフト：霧の高みの不思議な家、未知なるカダスを夢に求めて
- ゲーリー・メイヤーズ：妖蛆の館※初版2版3版で全て内容が異なる
- フランシス・レイニー：クトゥルー神話小辞典
- リン・カーター：クトゥルー神話の神神、カーター版ネクロノミコン
- クトゥルフの呼び声 (TRPG)、ラヴクラフトの幻夢境、コールオブクトゥルフd20

## 関連作品
- ダオイネ・ドムハイン - 神ヌアザは魔物族フォモールと戦った。当作品はフォモールをクトゥルフ神話に取り込んでいる。

## その他
ハドソンのゲームであるアースライトでは、最強クラスの能力を持つ宇宙戦艦にノーデンスの名が付けられている。